# Urbex
Az angol urban exploration vagy urban exploring, rövidítve urbex avagy városfelfedezés ember által létesített, jellemzően elhagyatott városi építmények magánszemélyek általi felkereséséből és felfedezéséből áll.

## Jellemzői
Középpontjában olyan épületek állnak, melyek már vagy romosak és elhagyatottak, vagy éppen ellenkezőleg aktívak, de a magánszemélyek számára nem látogathatók. Az urbex célpontjai lehetnek többek között elhagyatott gyárak, kórházak, katonai és ipari létesítmények, tetők vagy pincerendszerek, elmegyógyintézetek, börtönök, csatornahálózatok, alagutak, katakombák, vagy éppen magára hagyott parasztházak, tanyák. A kifejezés ugyanakkor nyilvánosan látogatható helyek, például parkok felfedezése kapcsán is használatos. Az urbexing fényképes dokumentálása vezetett a romfotográfia műfajának létrejöttéhez.
Az urbexing fizikai és/vagy egészségügyi veszélyekkel járhat. Továbbá jogi következményekkel járhat, ha a célobjektumra történő behatolás illegálisan vagy engedély nélkül történik.
Az urbexingnek nincs egy elfogadott erkölcsi kódexe. Ugyanakkor a közösségnek léteznek általános normái, ezek értelmezése során viszont az egyes urbexesek eltérő következtetésekre juthatnak. Egy gyakran idézett irányelv a következő: „Take only photographs, leave only footprints.” (Csak fotókat készíts és lábnyomot hagyj.) A legtöbben az urbexing során alapvetően követik a törvényi előírásokat, kivéve az illegális behatolásra vonatkozókat: utóbbiakat jellemzően elavultnak vagy igazságtalannak tartják. Jeff Chapman urbexes, a témával foglalkozó Infiltration magazin szerzője szerint „az igazi urbexesek soha nem vandalizálnak, lopnak el vagy tesznek tönkre dolgokat”.

## Veszélyei
Az urbex egy izgalmas, de magas kockázatú hobbi. Komoly fizikai, egészségügyi, jogi és logisztikai veszélyei vannak. Csak jól felkészülten, megfelelő felszereléssel, lehetőleg társakkal együtt és alapos kutatás után érdemes belevágni. 

### Fizikai veszélyek
- Instabil épületszerkezet: Beomló mennyezetek, korhadt padlók, rozsdás lépcsők könnyen balesetet okozhatnak.
- Éles tárgyak: Szögek, üvegcserepek, fémdarabok könnyen sérülést okozhatnak
- Elakadás vagy beszorulás: Kis helyek, elzáródott kijáratok esetén komoly probléma lehet a kijutás
- Magasság veszély: Tetők, lépcsőházak, liftaknák könnyen végződhetnek zuhanással
- Sérült vagy élő vezetékek: Elhagyott épületekben is lehet még áram alatt lévő kábel, különösen félig elhagyott ipari, vagy szociális intézményeknél. Egy nem látható, de aktív vezeték akár halálos áramütést is okozhat.
- Vizes területeken megbúvó vezetékek: Nedves padló és élő vezeték kombinációja életveszélyes.

### Egészségügyi kockázatok
- Azbeszt: Régi épületekben gyakori – belélegzése rákot okozhat
- Penész és gombák: Különösen zárt, nedves helyeken válthatnak ki súlyos légúti problémákat
- Kémiai anyagok: Ipari helyeken vagy laborokban mérgező maradványanyagok lehetnek
- Állatok és rovarok: Denevérek, darazsak, patkányok, kullancsok is jelen lehetnek.

### Jogi és társadalmi kockázat
- Magánterület megsértése: Jogilag szabálysértés vagy bűncselekmény lehet (pl. betörés).
- Rendőrségi intézkedés: Letartóztatás, pénzbírság, feljelentés is lehet a vége.
- Biztonsági személyzet vagy kutyák: Őrzött objektumoknál fizikai fenyegetés is előfordulhat.
- Hajléktalanok: Sok elhagyott helyszínt használnak menedékként. Bár sokan békések, egyesek viszont ellenségesek lehetnek a "betolakodókkal" szemben.
- Drogfüggők/Illegális tevékenységet végzők: Néha ilyen helyszíneken történik drogfogyasztás, esetleg terjesztés és ezek szintén veszélyes találkozásokat eredményezhetnek.
- Fegyveres vagy agresszív emberek: Ritka, de lehetséges, hogy valaki önbíráskodással próbálja "védeni" az adott területet.

### Navigációs és kommunikációs problémák
- Nincs térerő: Nem lehet segítséget hívni baleset esetén.
- Eltévedés: Nagy, labirintusszerű épületekben könnyű elveszni.
- Rosszul megválasztott időpont: Sötétedés után nő a veszély és a kockázat.

## Galéria

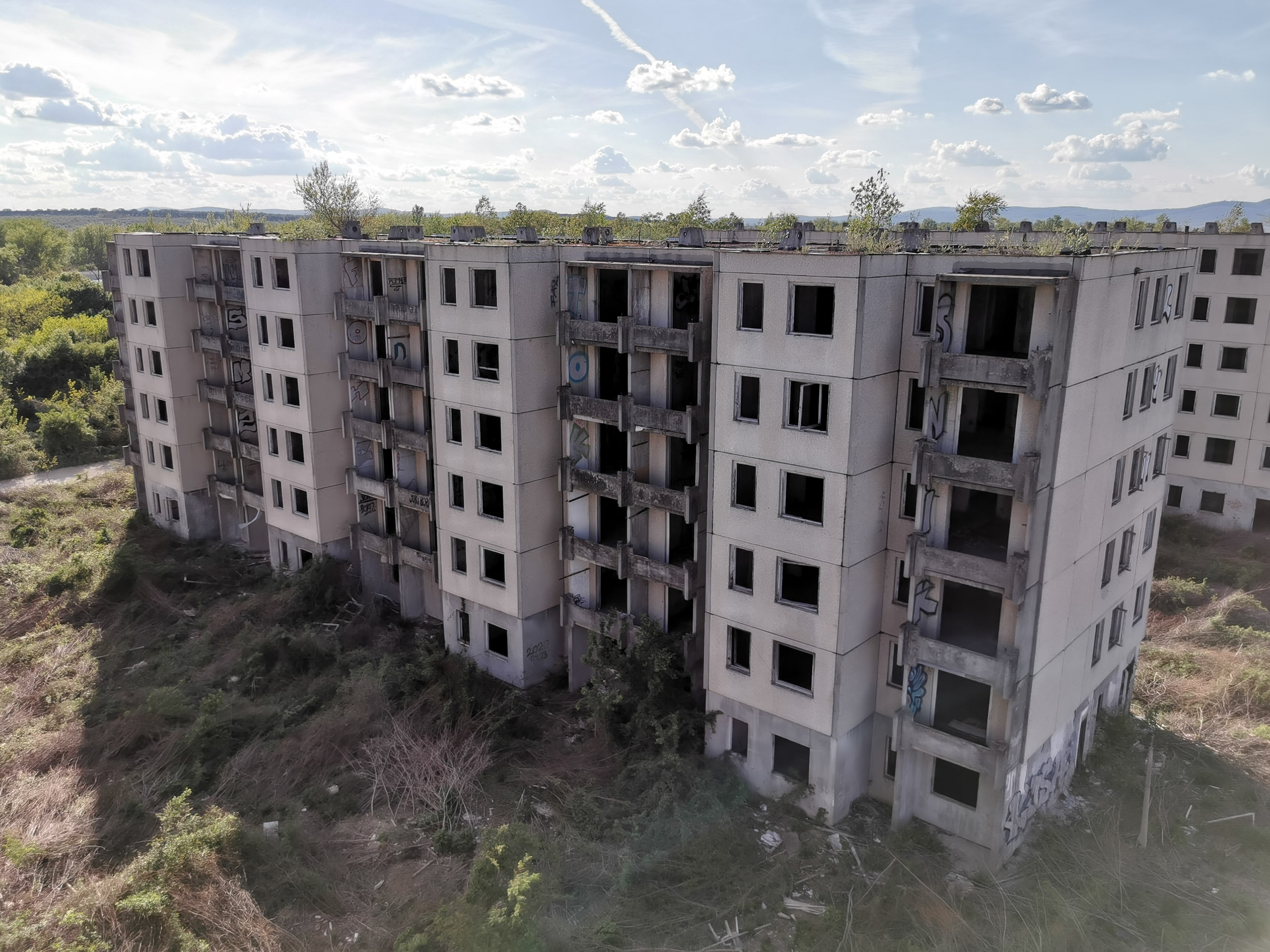
Szentkirályszabadja
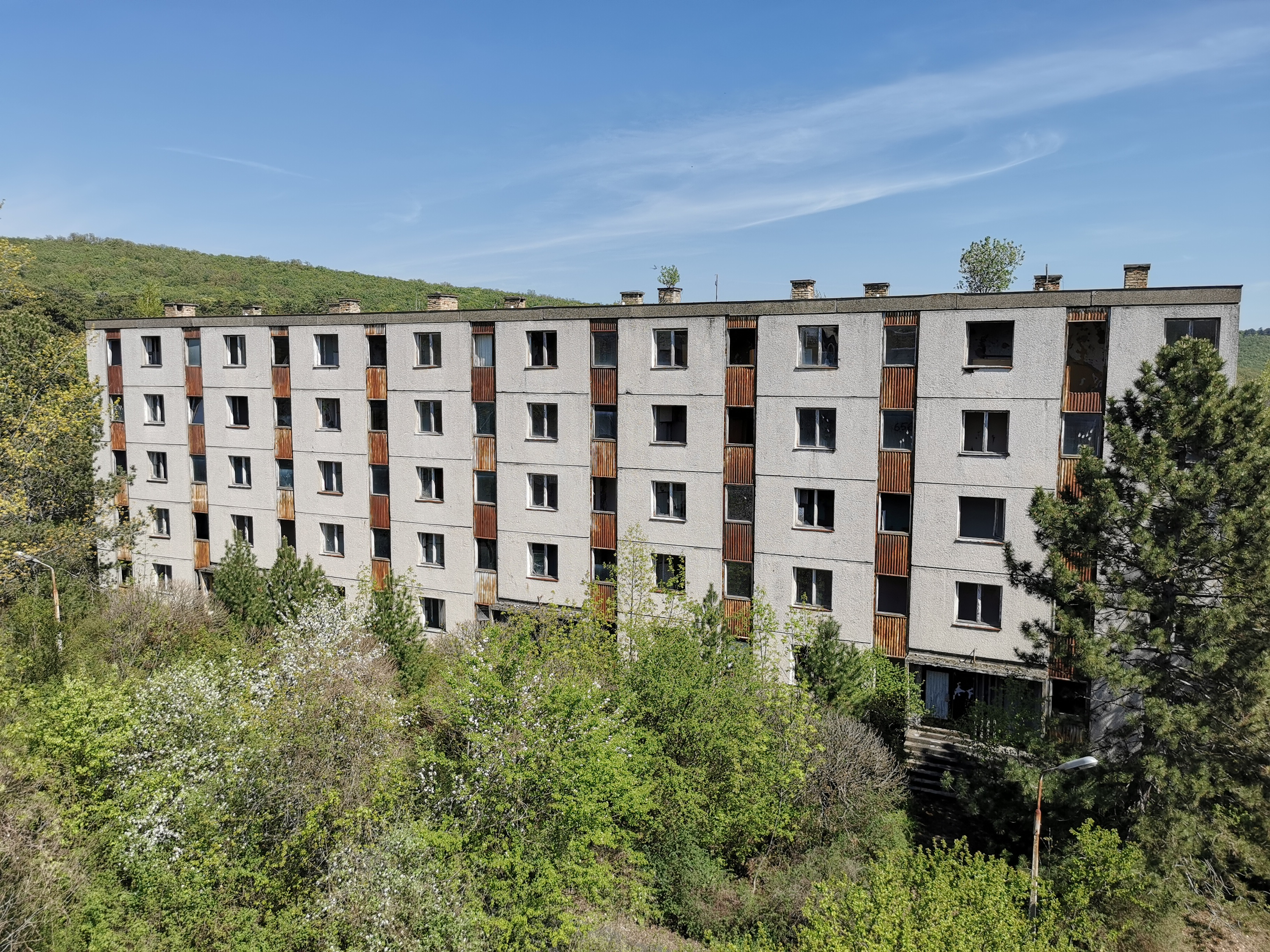
Kis-Moszkva
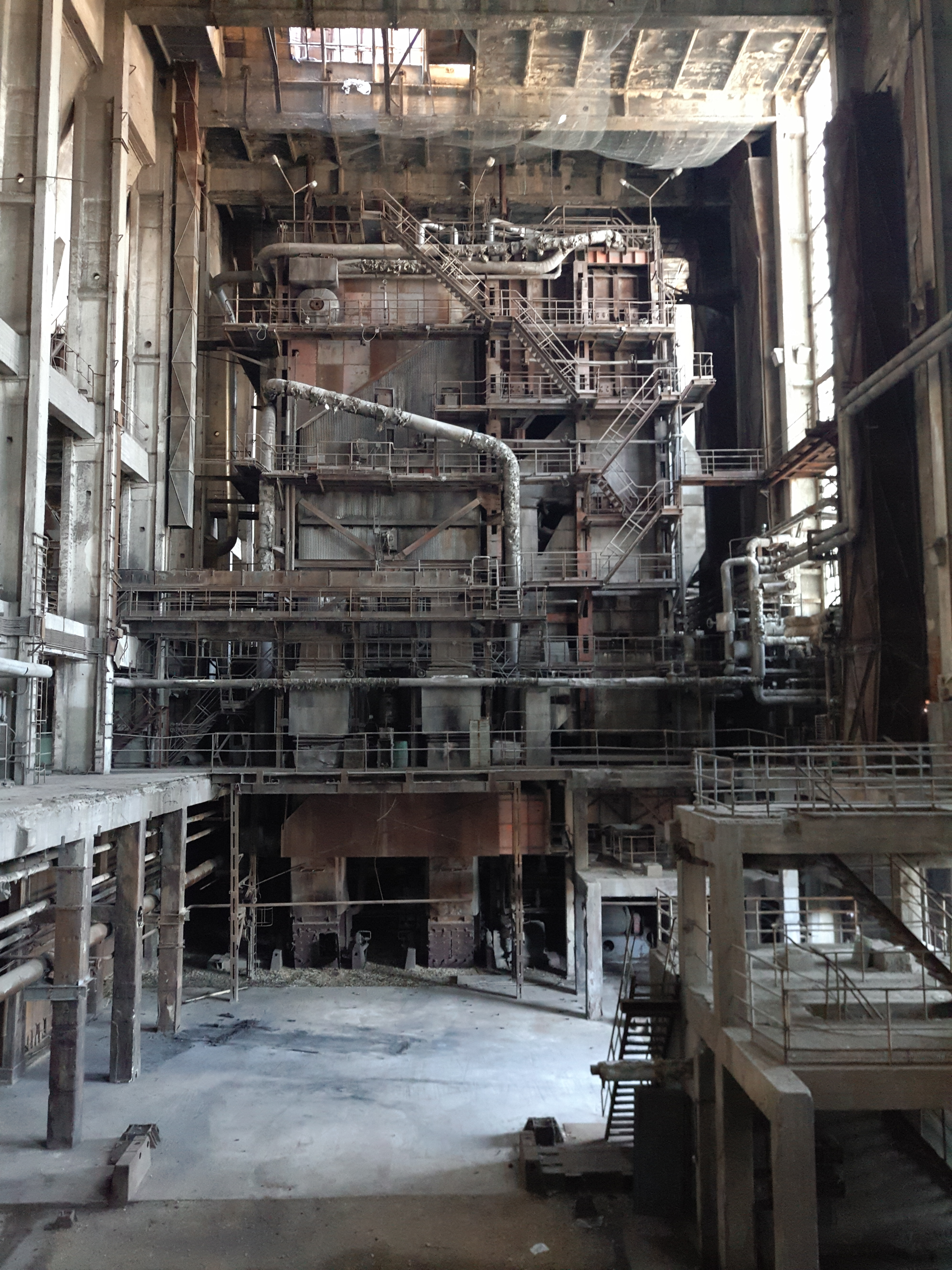
Inotai erőmű
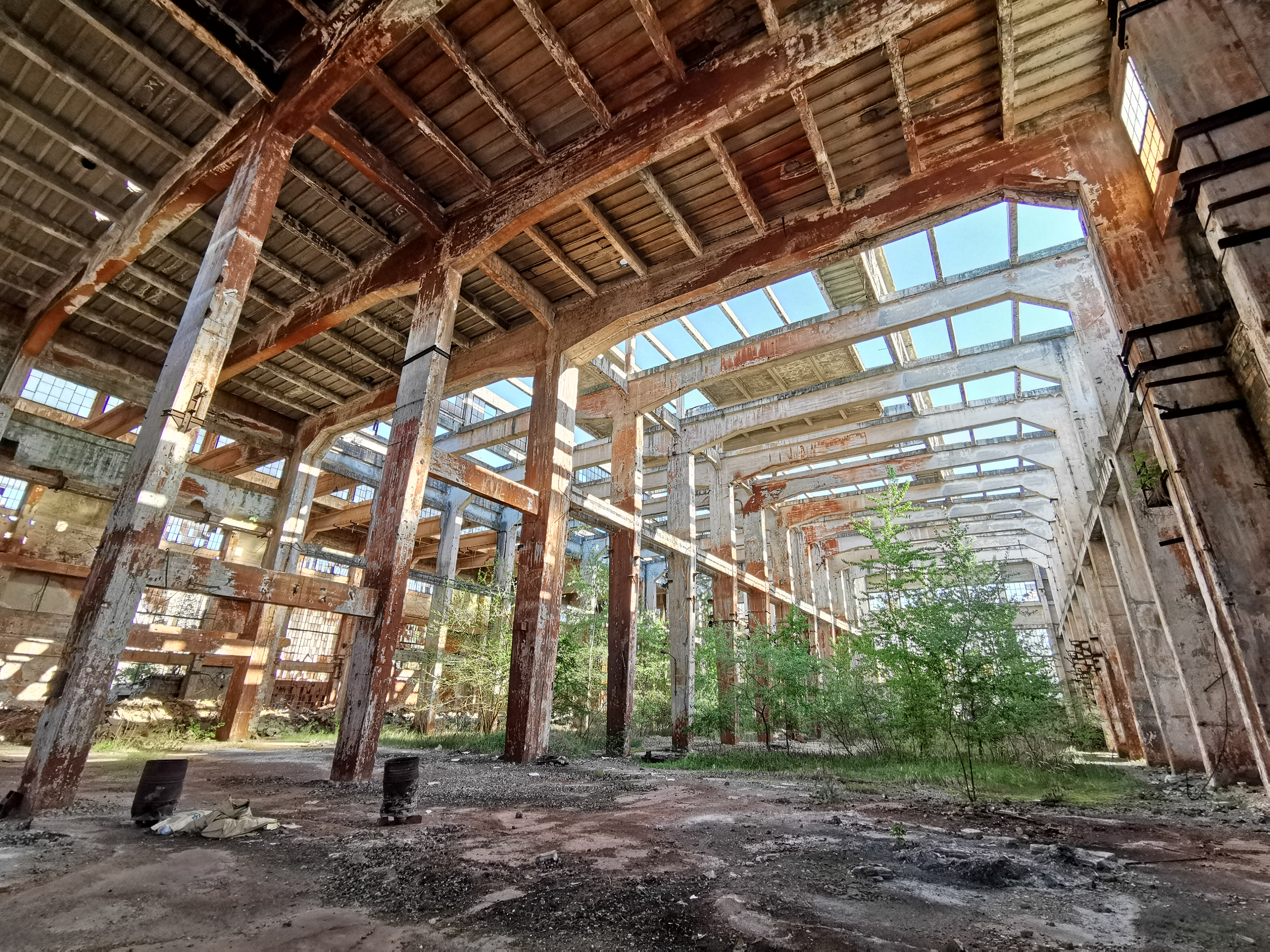
Almásfüzitői Timföldgyár
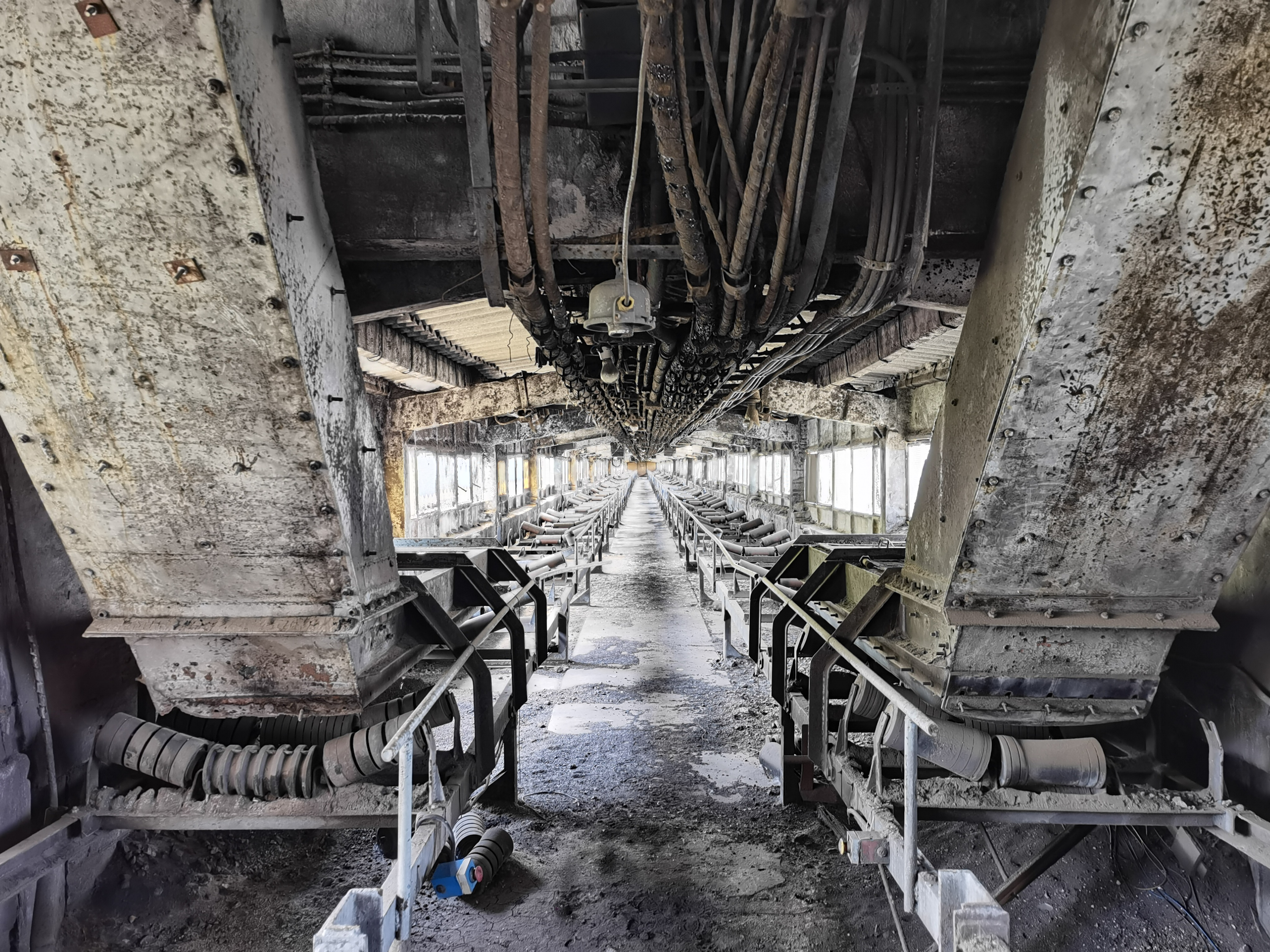
Ajka, elhagyatott szénosztályozó
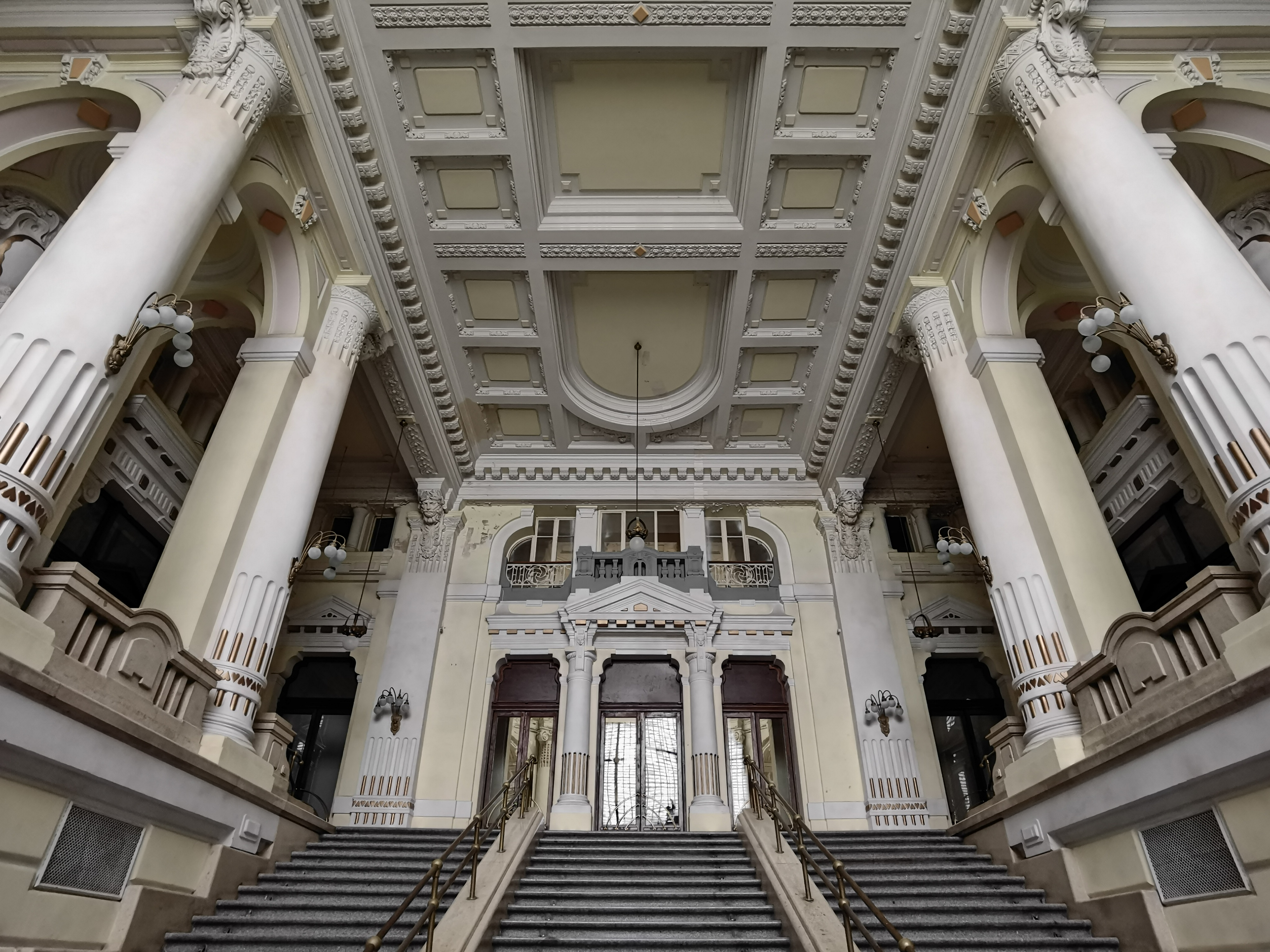
Budapest, Tőzsdepalota, MTV-székház
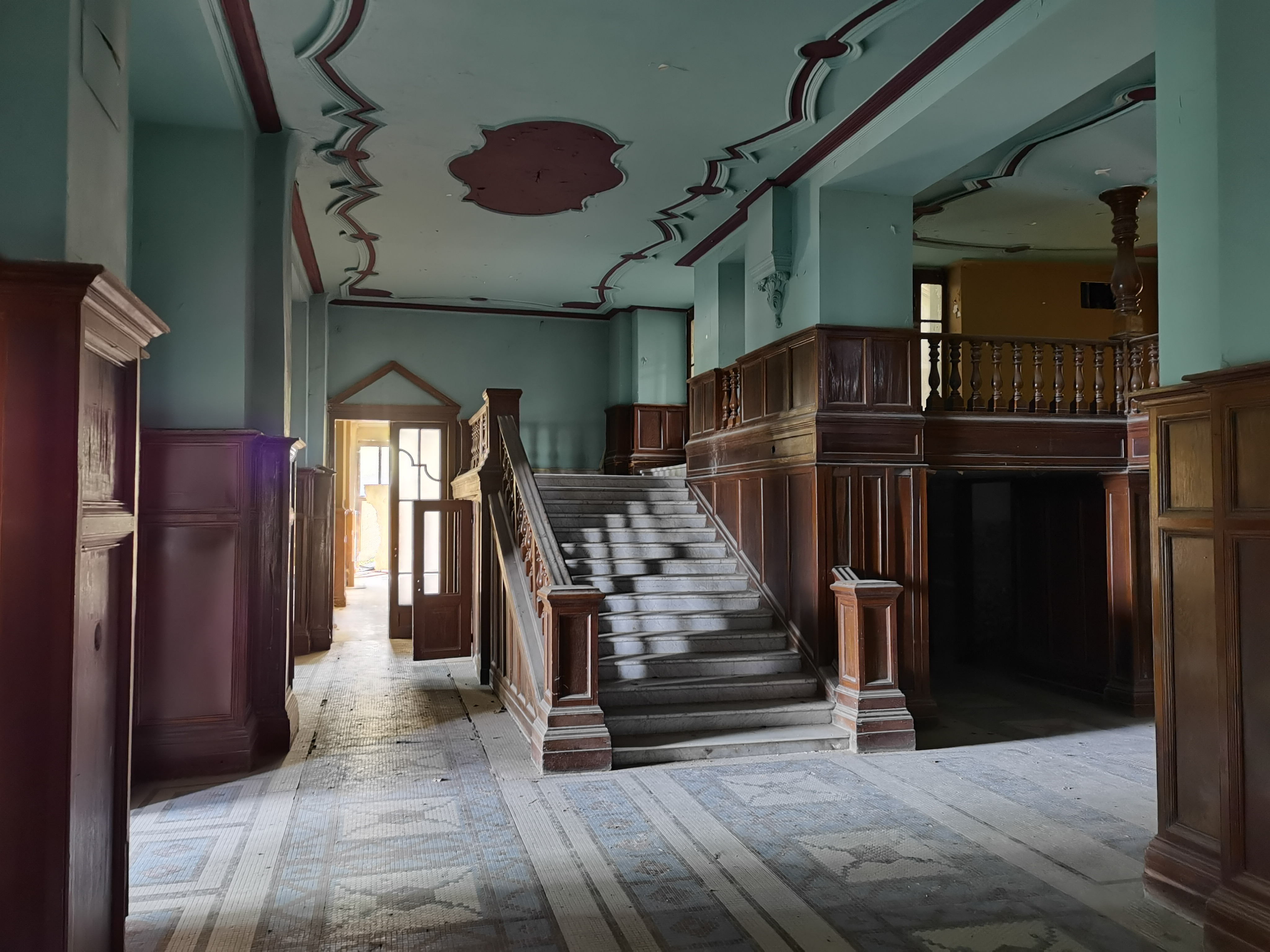
Svábhegyi szanatórium
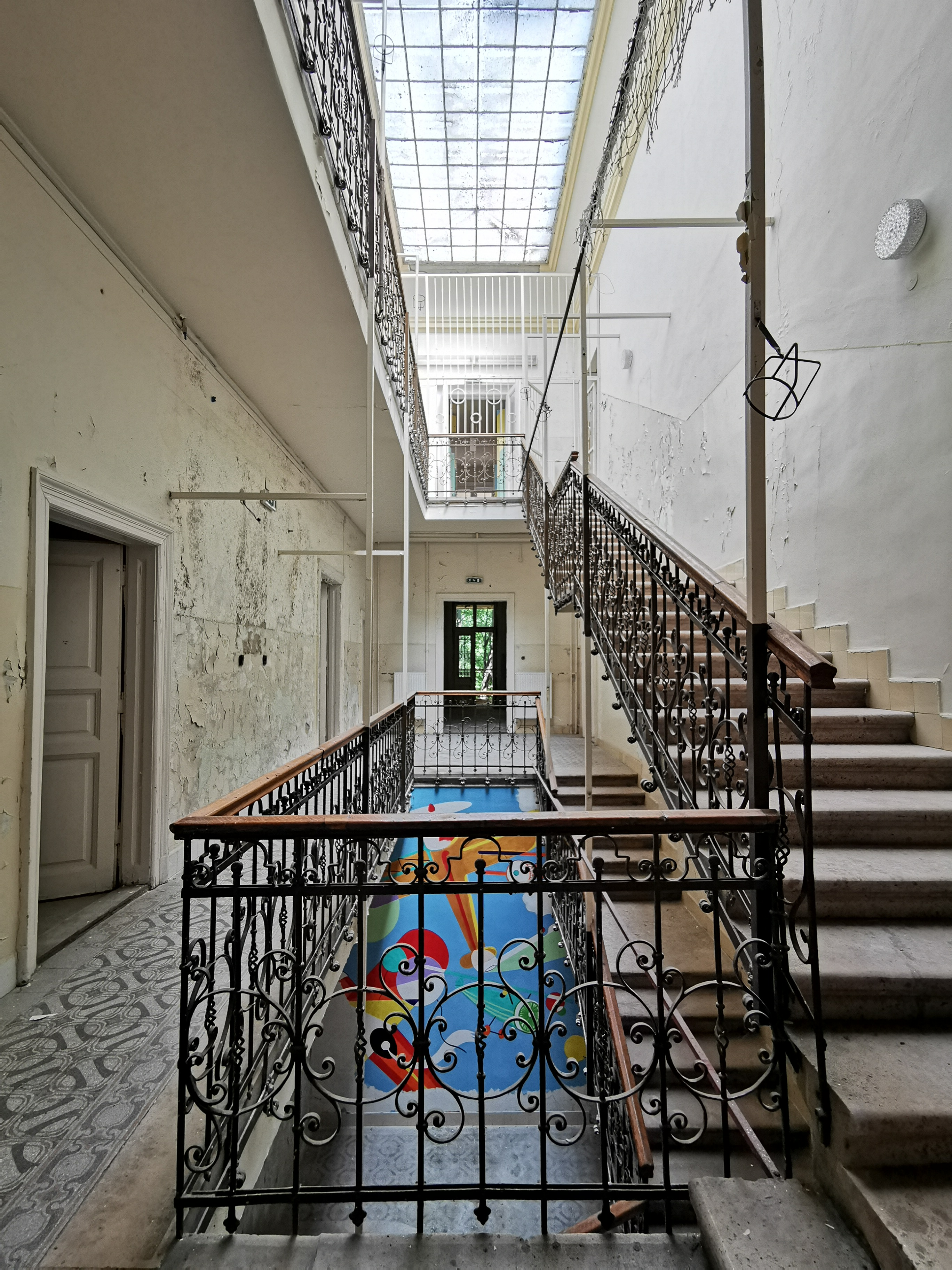
Svábhegyi Állami Gyermekgyógyintézet
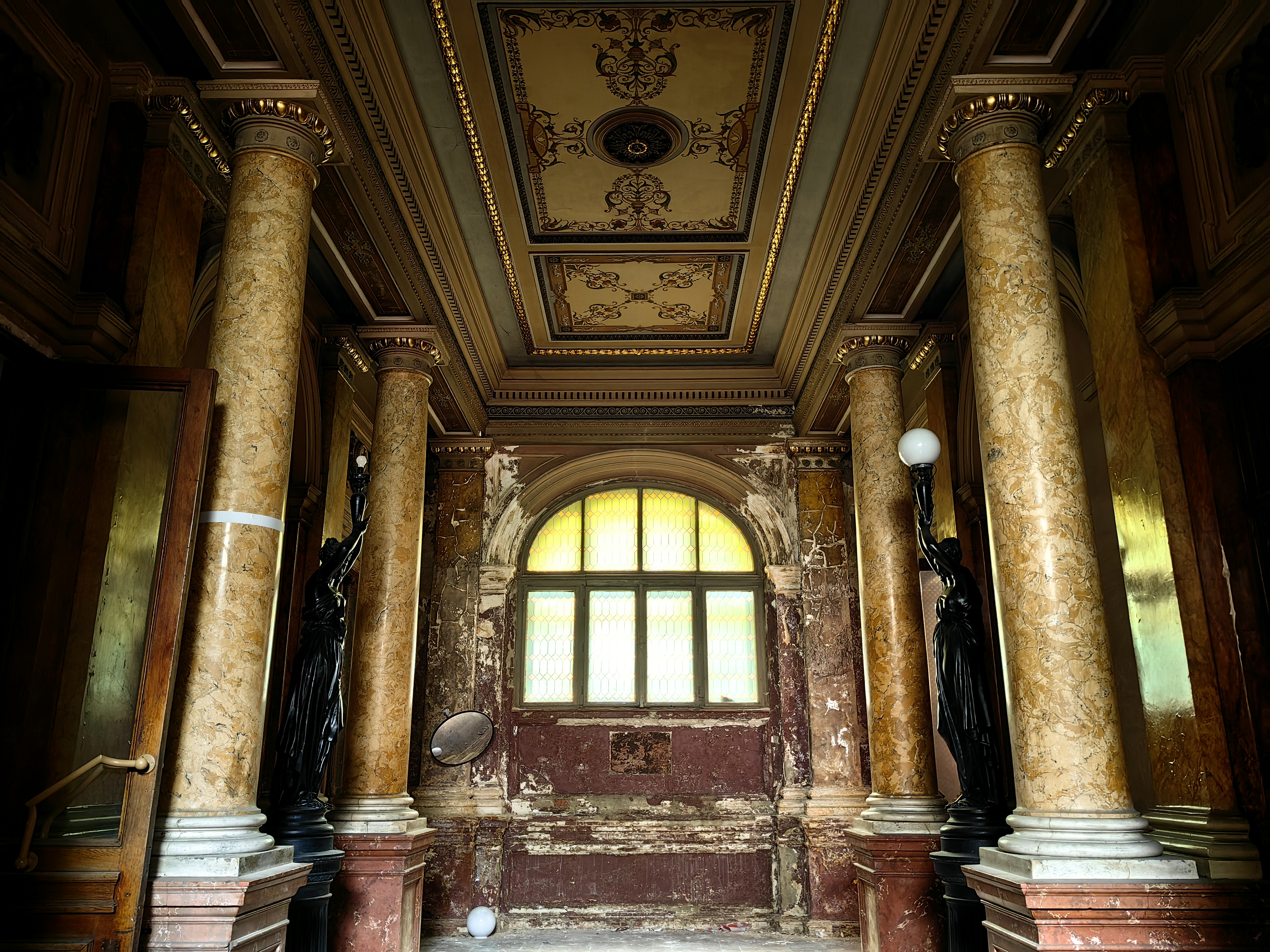
volt MÁV-székház
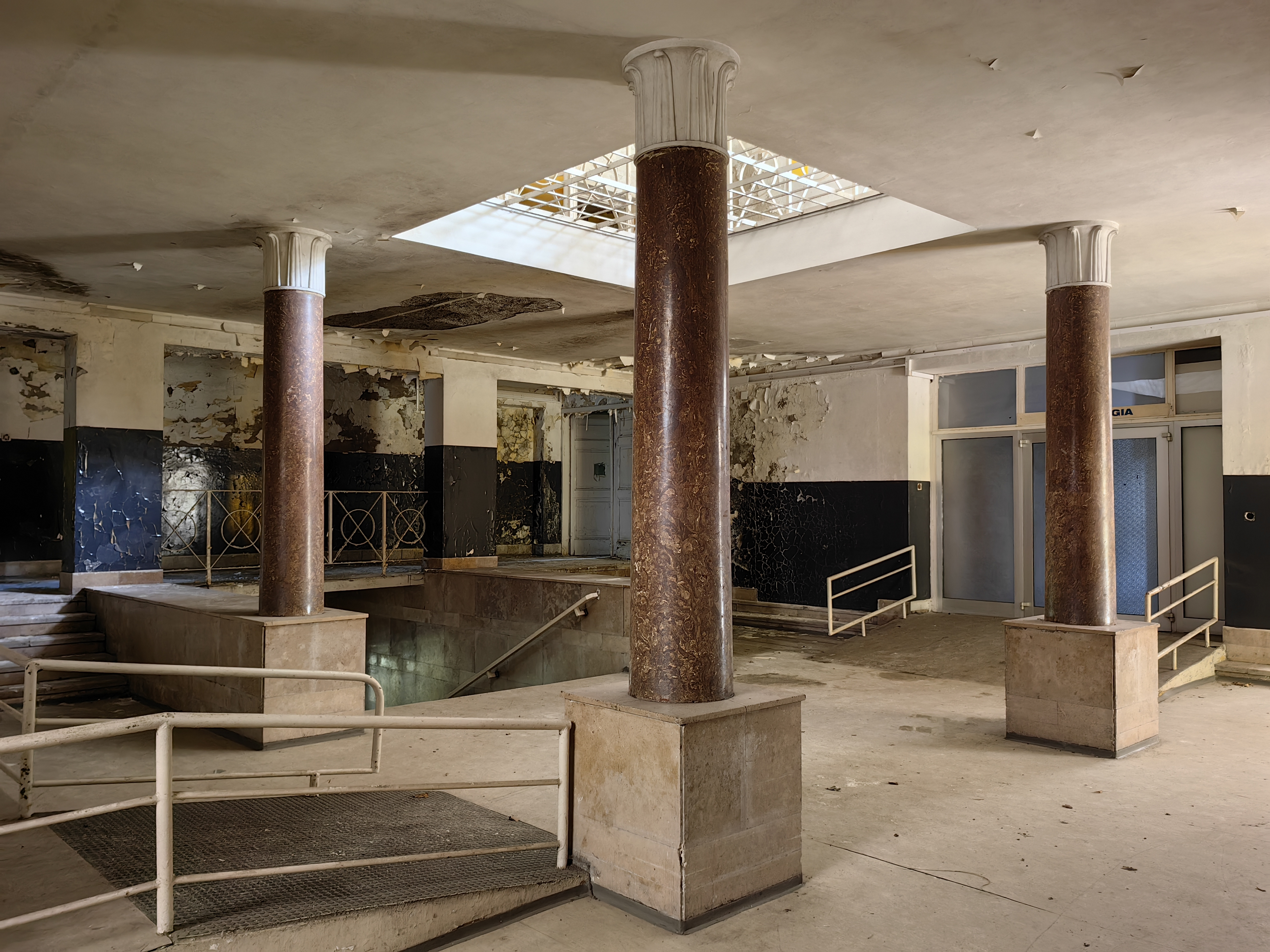
BM2 kórház
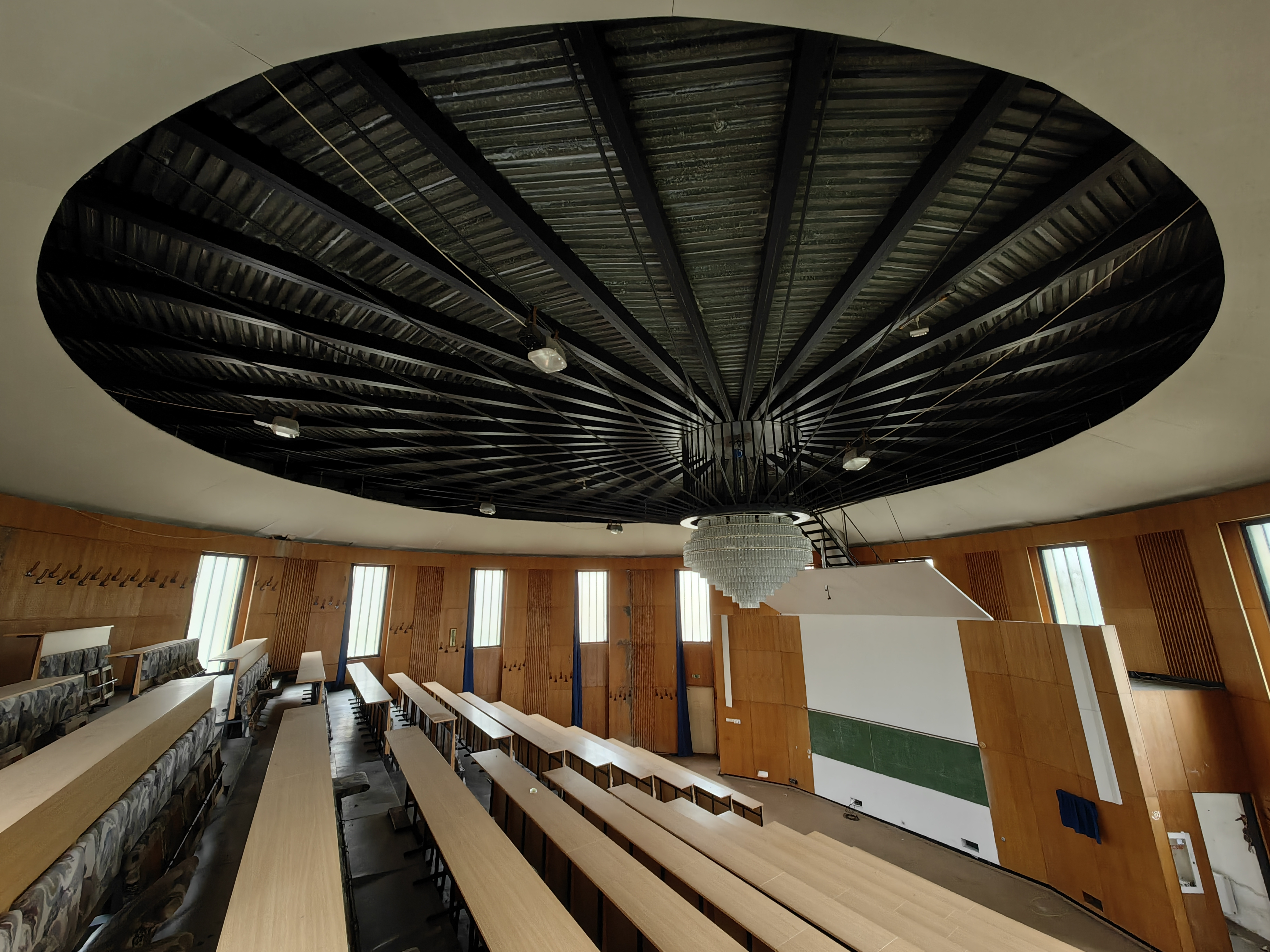
NKE, elhagyatott Farkasvölgyi campus
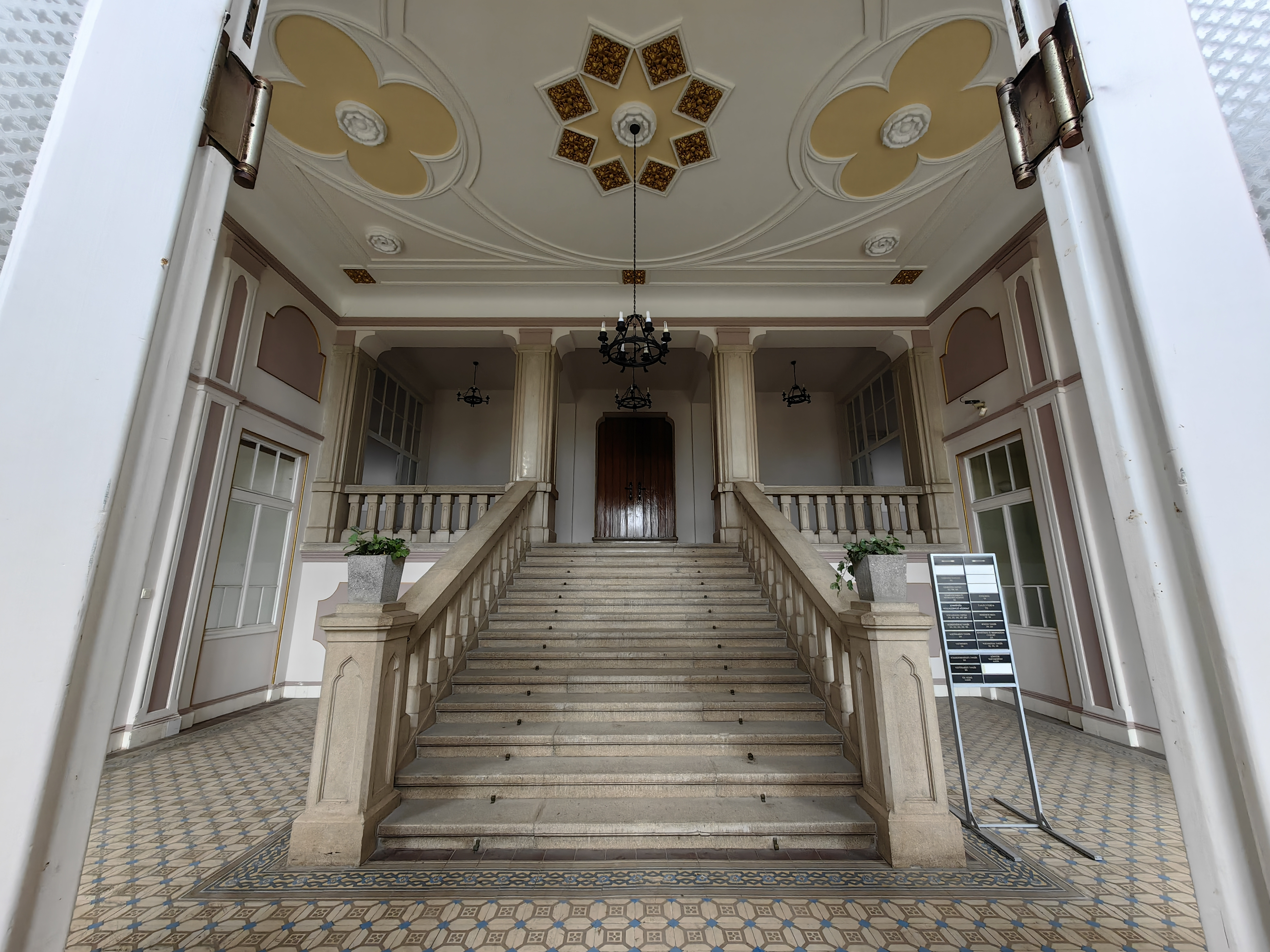
NKE, elhagyatott Farkasvölgyi campus
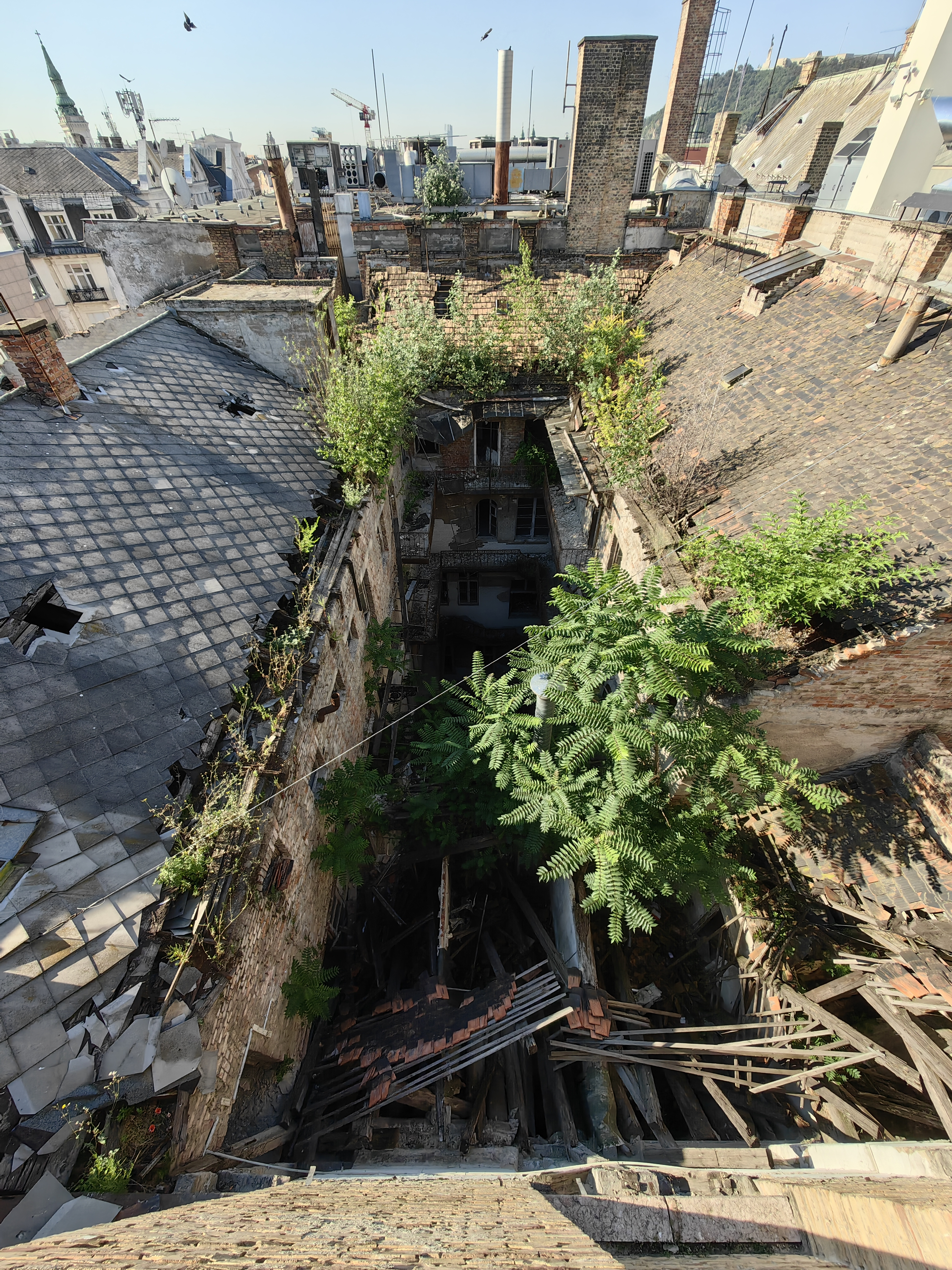
Fischer üzlet- és bérház
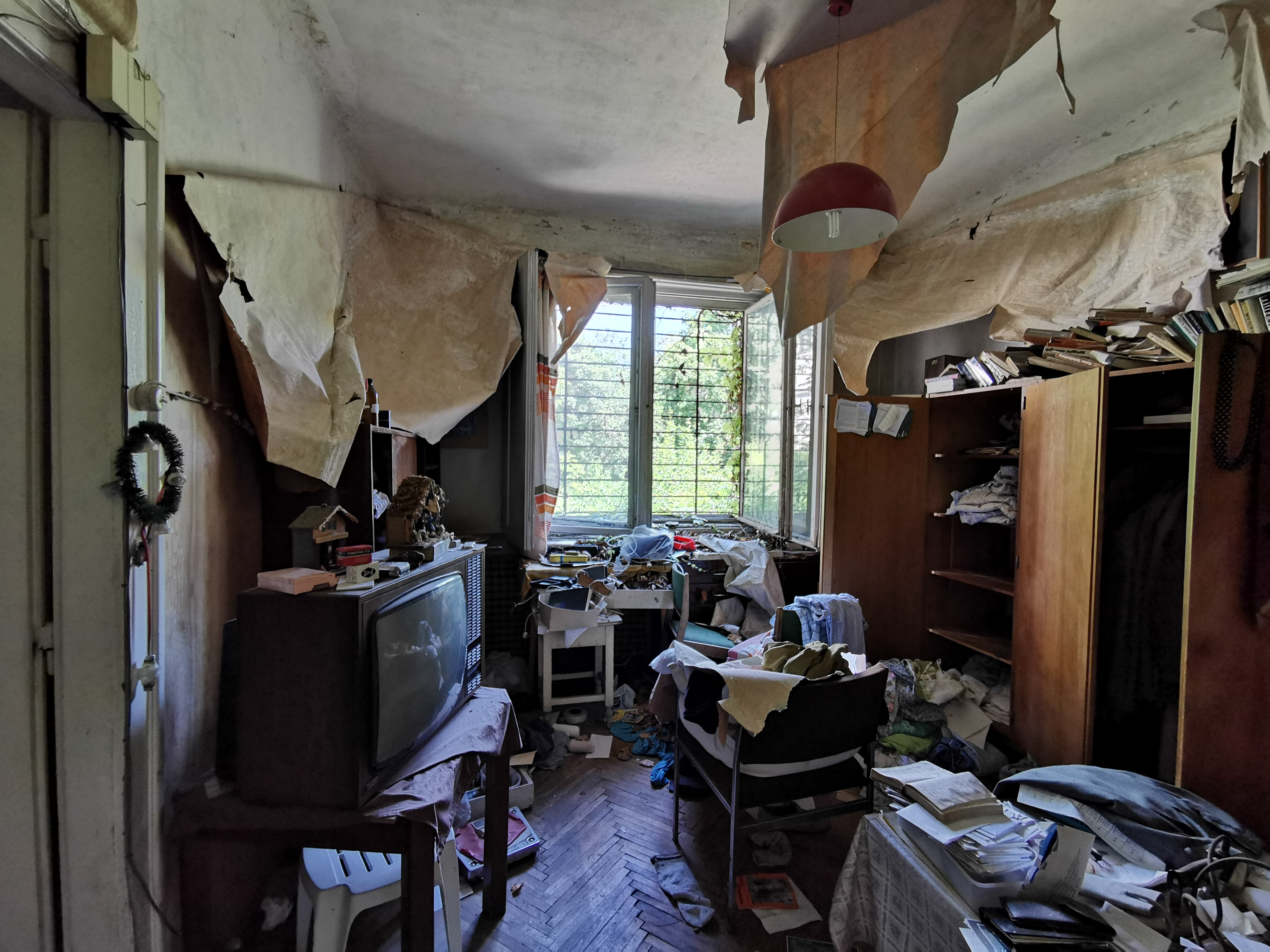
elhagyatott ház
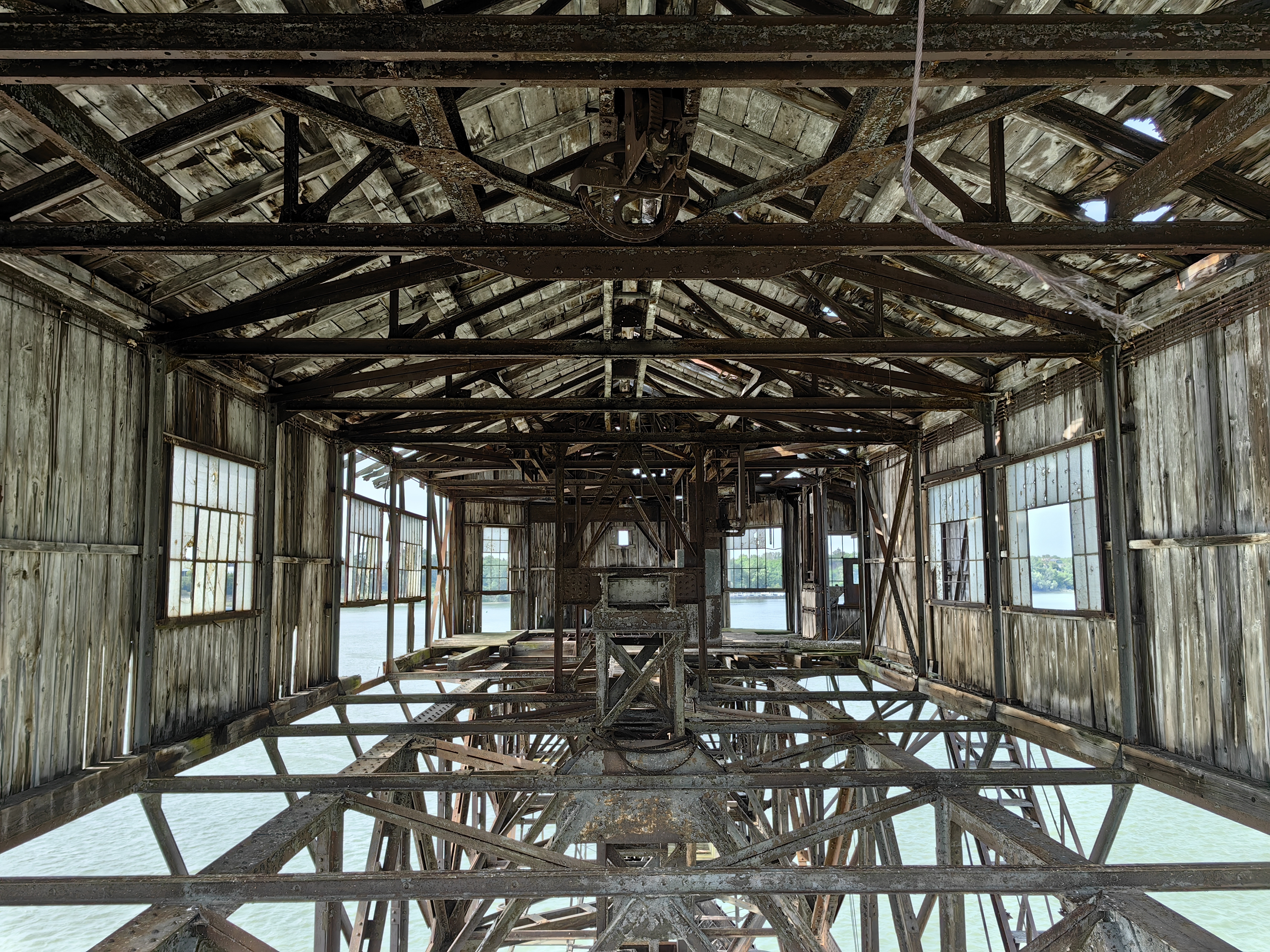
Esztergomi szénrakodó

## Fordítás
Ez a szócikk részben vagy egészben  az   Urban Exploration című német Wikipédia-szócikk ezen változatának fordításán alapul.  Az eredeti cikk szerkesztőit annak laptörténete sorolja fel. Ez a jelzés csupán a megfogalmazás eredetét és a szerzői jogokat jelzi, nem szolgál a cikkben szereplő információk forrásmegjelöléseként.